# Karlštejn
Karlštejn (in tedesco Karlstein) è un comune mercato della Repubblica Ceca facente parte del distretto di Beroun, in Boemia Centrale.

## Il castello di Karlštejn
Castello gotico edificato negli anni 1348-1357 dall'imperatore Carlo IV per la custodia dei gioielli e delle reliquie imperiali, e successivamente della corona del re di Boemia.